# Вовковиї
Вовкови́ї — село в Україні, у Демидівській селищній громаді Дубенського району Рівненської області. Населення становить 1194 осіб.

## Географія

### Екологія

#### Заповідне лісове урочище «Ділянка ясеневого лісу»
Детальніше Урочище «Ділянка ясеневого лісу»
Урочище створене для збереження унікального масиву лісу зі сторічними деревами ясена поблизу струмка. До складу деревостану входять також поодинокі дерева вільхи чорної, клена-явора, берези, черешні, липи серцелистої.
Даний масив лісу є єдиним у Рівненській області місцезнаходженням рідкісного виду флори України, ендеміка Волино-Поділля та Карпат — аруму Бессера.

### Місцевості
В селі станом на початок 21 століття продовжують виділятися кілька місцевостей, які мають власні назви:
Вороничі — центральна вулиця і садиби обабіч на північному заході, межує із селом Рогізне;
Барнатовка — південно-східна окраїна села з прилеглими садибами.

## Історія

### Археологічні знахідки
Околиця села багата на археологічні знахідки найрізноманітніших періодів — від давньоримських монет до бойових артефактів Другої Світової війни.
Організованих розкопок не проводилось. Останніми роками активно працюють т.з. чорні археологи, які в ході несистематичних і випадкових пошуків руйнують історичні знахідки, відбираючи лише коштовні предмети.

### Княжий період
Документальна згадка про село є в грамоті від 1459 року — йдеться про підтвердження в попередніх роках князя Свидригайла Луцькому Свято-Василівському монастирю права на маєток, наданий йому ще колись князями Мстиславом Володимировичем і Романом Романовичем.
Колись Вовковиї знаходилися на місці хутора Перекалі, що був зруйнований в XV—XVI століттях під час нападів кримських татар. Люди, які врятувалися в Дубні та околицях, переселялись на південно-західний берег річки Калинівка (Жабичі), де був густий ліс. Зголоднілі вовки підходили до осель місцевого люду і вили, звідси назва поселення — Вовковиї.
15-18 вересня 1621 року відбувся напад татарської орди, постраждало село Вороничі, кілька десятків забрали в неволю. Татарською полонянкою стала й Анна з Свищовських Косаківська, дружина орендаря села Вовковиї та Волька, разом з усією челяддю двірською.
Через сучасне село пролягала «Дубенська дорога» — гостинець 16 — початку 18 століття, що вів від Луцького замку через Стир та Стирець, Підгайці (Луцький район) до Дубна, звідти через Мильчу (Дубенський район) і Вовковиї до Берестечка.

### Російський період

Село і околиця на російській карті 1873 року

Існують перекази, що колись дорогою на Дубно селом проходив Тарас Григорович Шевченко.
В 19 сторіччі на території села було два поміщики — Залеський і Бернатович. Будинки пана Бернатовича з помсти за знущання над селянами-кріпаками підпалили брати Микола і Михайло Колісники, з 1860 по 1863 рік тягнулося судове слідство і розшуки Миколи. Частина села, де знаходилися ці будинки, і зараз зветься Барнатовкою.
Злиття сіл Вороничі (сучасна частина села) і Вовковиї відбулося з приїздом у 1870 році чехів, тоді були закуплені землі, на яких заложена чеська частина Вовковиїв (Волков); у графині Шувалової, що жила в Дубні, була придбана орна земля і ліс, до Волкова приїхало 76 родин. Чеська школа була побудована в 1877 році; першим учителем був Йозеф Бучек.
За часів Російської імперії відносилося до Теслугівської волості Дубенського повіту Волинської губернії. Станом на 1885 рік у селі було 743 особи, 80 дворів, православна церква, 2 постоялих будинки. Поруч знаходилася колонія чехів з 502 мешканцями, постоялим двором і лавкою.
В 1888 році частина чехів-католиків прийняла православну віру.
1896 року спільними зусиллями місцевих жителів — українців, поляків, чехів — було збудовано пивзавод; також за річкою біля пивзаводу поставили млин.

### XXст.

Вовковиї на польській карті 1926 року

1907 року Вовковиї стали першим електрифікованим селом на Волині.
7 (20) листопада 1917 року, відповідно до Третього Універсалу Української Центральної Ради, увійшло до складу Української Народної Республіки.
Перед другою Світою війною чехи Вовковиїв мали свою сільраду, організували чеський колгосп.

### Друга світова війна
Коли почалася нацистсько-радянська війна, 13 чехів була призвані до лав Радянської армії.
Ввечері 24 червня 1941 року відступаючий загін червоноармійців зав'язав бій на околиці Демидівки, у тому бою загинули 14 німецьких і 9 радянських вояків; загін вирвався з оточення і відступив у бік Вовковиїв, де влаштував засідку. У бою вранці 25 червня радянські воїни — згідно їхнього донесення — знищили ще 70 німецьких вояків, і наздогнали радянські війська поблизу Верби (Дубенський район).
Для потреб УПА чехи конструювали необхідні верстати, створювали виробничі артілі й майстерні, вовковиївські чехи виготовляли спирт для потреб Українського Червоного Хреста, шили обмундирування та взуття, у римарській майстерні робили для кінноти сідла і упряж.
У селі та околицях таборувалася сотня УПА «Берези» — надалі — командир ВО «Тютюнник». У часи відходу нацистських військ і зближення фронту з'являються «сафатівці», які проводили «збір продовольчої повинності» як упівці. Хтось із місцевих мешканців закинув повстанцям, що занадто вже дорого обходиться селянам захист з боку загону «Берези». У недовгому часі біля чеського хутора знайшли якусь повішену людину із табличкою на грудях «Те буде кожному, хто обкрадатиме людей і скаже, що то на користь УПА». Багатьох псевдоупівців стратили, а Сафат зі своїм «спецзагоном» знову заявився в 1944 році. Вже за радянських часів він працював на київському заводі й помер, привалений балкою.
Місцевим СБ керував Федір Озірковський, одного разу він з ще одним повстанцем зайняли двох міліціонерів у місцевому кафе та роззброїли. Ніякого розстрілу не було, позаяк міліціонери займалися буденними справами, такими як боротьба з самогоноварінням, а не переслідування за політичні погляди, тільки знищили документи, котрі могли свідчити про причетність до повстанців. Загинув Озірковський під час облави — в безвиході застрелився.
Після звільнення села в березні 1944 року був проведений великий призов — Йозеф Пернічек, котрий документував чеську історію села, зазначив, що з 865 чехів в армію Людвіга Свободи пішло 214 чоловік та 12 дівчат. В армію йшли родинами, багато з них загинуло на фронтах.
Не обійшло стороною село й лихоліття повоєнних років — «стрибки» — перевдягнені енкаведисти, котрі орудували під рукою «Сафата».

### Повоєнний період
Після війни до села приїхали і примусово переселені з теренів сучасної Польщі. У кінці 1946 року в село приїхало чимало українських сімей, котрі були 1944 року депортовані із Холмщини у східні області України, зокрема, із Томашівського, Володавського, Білгорайського районів. Натомість, село покинули чехи.

Цегельний завод. 1960-ті роки

1947 року вовковиївська земля стрічала нових жителів — лемків з Пряшівщини, зокрема із сучасного Старолюбовнянського окресу. І відразу вони потрапили у вир протистояння — тут ще війна не закінчилася, і місцеві жителі відносилися досить недоброзичливо до нових поселенців, а ще ж і були вони «уніатами» (греко-католики). І вже того ж року переселенці пишуть листа з проханням про повернення: «Ми бажаємо переселитися назад в Чехословаччину. Ми будемо собі спокійно жити на своєму майні, ні з ким не будемо сваритись і боротися. Навіть тутешні люди будуть спокійно відпочивати».
В 1940-1950-х роках село входило до складу Козинського району.
Станом на 1973 рік у школі навчалось 473 учні і працював 41 вчитель. Культурну сферу представляв клуб на 250 місць та бібліотека, завідувачка якої М. Додик — заслужений працівник культури УРСР. Працювали лікарня на 25 ліжок, аптека, ветеринарна дільниця, будинок механізатора, відділення зв'язку, ощадна каса. Були вапельня, цегельний завод, підприємство харчопрому — виготовляли й цукерки і ситро, працював ковбасний цех, випікали хліб, печиво.

### Незалежна Україна
12 червня 2020 року, відповідно до розпорядження Кабінету Міністрів України № 722-р від «Про визначення адміністративних центрів та затвердження територій територіальних громад Рівненської області», увійшло до складу Демидівської селищної громади Демидівського району.
19 липня 2020 року, в результаті адміністративно-територіальної реформи та ліквідації Демидівського району, село увійшло до складу Дубенського району.
У фонді Р-740 «Відділ державної реєстрації актів цивільного стану Головного територіального управління юстиції у Рівненській області», опис 6, справи №№ 102-131 на сайті Державного архіву Рівненської області у розділі «E-архів» розмістили метричні книги села за 1924-1931 рр.

## Населення
За переписом населення України 2001 року в селі мешкало 1375 осіб.

### Мова
Розподіл населення за рідною мовою за даними перепису 2001 року:
| Мова       | Відсоток |
| ---------- | -------- |
| українська | 99,35 %  |
| російська  | 0,58 %   |

## Економіка

### Пивзавод
За Другої Речі Посполитої пивзавод називався «Browar J. Ludwina».
В часі відступу нацистських військ були скинуті авіабомби, але не на пивзавод, а на міст до млина та хутір за річкою за 1,5-2 км звідти, їх знешкодили наприкінці 20 сторіччя — пролежали в опустілій хаті.
Директором пивзаводу протягом 1948—1982 років була Ковалюк Катерина Денисівна, підприємство розбудовалося, працювало 80 людей.
1967 року збудовано цех по розливу пляшкового пива, до того розливали тільки в бочки.
1972 року добудовано нові приміщення — варочну, котельню, холодильник, склади, потужність заводу збільшилася з 270 до 450 тисяч декалітрів можливої варки пива в рік.
Суперником в «соціалістичному змаганні» був Семидубський завод — село Семидуби (Дубенський район).
На Вовковиївському пивзаводі — входив в Львівський раднаргосп, Ровенське пивоб'єднання — випускалися такі сорти пива: світлі — «Жигулівське», «Подільське», «Ризьке», «Слов'янське», «Ячмінний колос», темні — «Мартовське», «Українське».

Руїни пивзаводу. Фото 2014 р.

Продукцію возили і на північ області — в Сарни, Рокитне, також до Житомирської області, у Львів. Зі збільшенням виробництва збільшилася й кількість працівників — в найкращі часи працювало на заводі до 180 людей.
В 1990-х роках при підприємстві виробляли й вино. В 1995 році внесений до державного переліку обов'язкового приватизування. 1999 року підприємство остаточно припинило діяльність.
У 2013 році від пивзаводу залишалася тільки кількадесятметрова труба-димар.

## Транспорт
Село має пряме автобусне сполучення з Демидівкою, Млиновом, Дубном, Рівним, проходять рейси Демидівка — Дубно (через Повчу) та Вовковиї — Рівне.

## Охорона здоров'я
1964 року в селі почала працювати аптека № 44 Рівненського аптекоуправління; завідувачкою аптеки від дня заснування до середини 1990-х років була Панасюк Ніна Леонідівна. Нині приміщення аптеки в запустінні, поруч, як гротеск, прокладено дорогу на цвинтар.

## Освіта

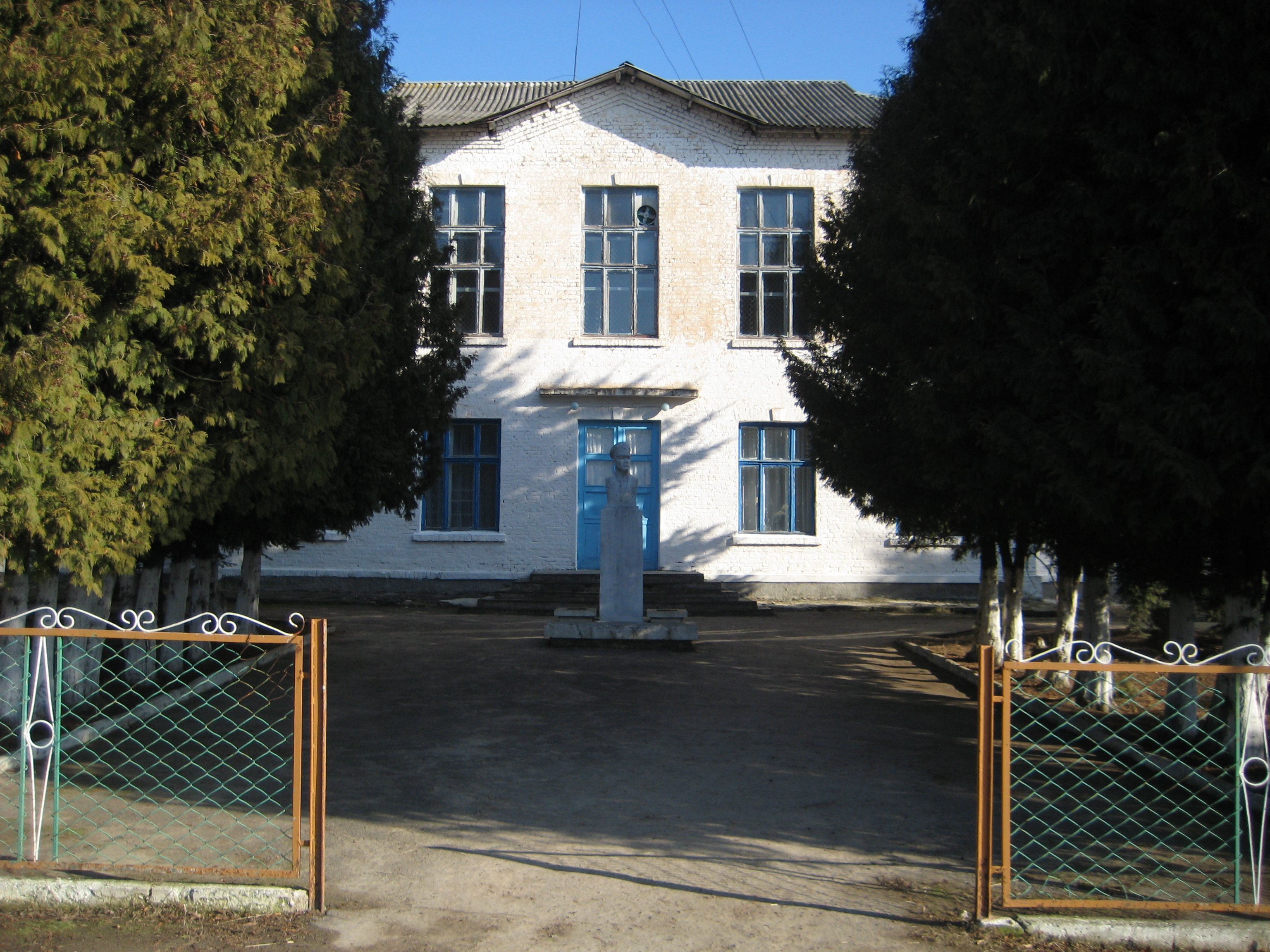
Школа; на передньому плані перероблений пам'ятник В'ячеславу Зофу, станом на 2017 рік вже неіснуючий

У селі працює ліцей, на території школи стояло погруддя Вацлава Зофа.
Відновлено запустілий в 1990-х роках дитячий садочок, відкритий в жовтні 2012 року. В тому ж 2012 році проведено ремонт спортивної зали Вовковиївської ЗОШ та в кабінетах музичного навчання.
По дорозі від парку до теперішнього приватного млина — раніше там було підприємство від Млинівського «Харчопрому», згодом — майстерні школи — знаходиться тир, мабуть, чи не єдиний в районі, виконаний згідно всіх нормативів. Закопаний в землю, довжиною над 100 метрів, там тренувалися не лише школярі в стрільбах з пневматичної зброї, а й радянські військові. В сучасному стані він являє завалену довгу яму з не повністю видертою цеглою.

## Релігія
Діє Хресто-Воздвиженська церква Православної Церкви України, зведена 1900-1905 роках. Станом на 1951 рік парафія села Вовковиї становила 2075 вірних.
У 2010-х роках у день вшанування святих апостолів Петра і Павла, у центрі села освячено каплицю на честь Пресвятої Богородиці. Під церквою є пам'ятний знак, зведений клопотом колишньої вчительки, багатолітньої громадської діячки, нині спочилої Корнійчук Ольги Адамівни. Цей знак знаходиться поруч з обеліском вовковиївцям, що загинули на фронтах нацистсько-радянської війни.
Існує община п'ятидесятників.

## Культура
В центрі села розміщений пам'ятник Тарасу Шевченку, споруджений у 1968 році. Біля церкви насипано символічний курган у пам'ять про вбитих у роки Другої світової війни жителів села.
На розі вулиць Шевченка і Зеленої знаходиться будинок культури (влаштований у приміщенні колишньої колгоспної контори), в приміщенні якого діє публічно-шкільна бібліотека. У кінці 1980-х років по вулиці Шкільній зведено будіівлю великого просторого будинку культури, однак споруда, завершена на 70-75% була згодом розграбована місцевими жителями за мовчазної згоди влади. Поруч - великий парк, який втім не було належно облаштовано і він більше нагадує лісопарк.
По вулиці Садовій знаходиться чеське кладовище, оскільки у селі раніше мешкало багато чехів.

## Відомі люди
- Солоневський Ростислав Тимофійович (1930–2016) — письменник. Член Національної спілки письменників України. Лауреат літературних премій ім. Валер'яна Поліщука (1991) і Г.Чубая.
- Євген Цимбалюк (1962-2018) — український письменник, журналіст, краєзнавець, Заслужений журналіст України.
- Боньковський Олег Віталійович — член Національної спілки художників України (1984), заслужений художник України (2001).
- Мороз Володимир Михайлович — міський голова Рівного (1994—1998), кандидат наук, винахідник.
- Микола Шокало (нар. 1949 р.) — редактор Хмельницької обласної газети «Подільські вісті» (2005—2009), заслужений журналіст України
- Ковальчук Федір Іванович (нар. 1915 р.) — ветеран німецько-радянської війни, особа з інвалідністю II групи. Був призваний на фронт у 1944 році, служив у 291 стройовому полку. Нагороджений орденом та ювілейними медалями: орден Вітчизняної війни II ступеня.[26][27][28]
- Лівшук Анатолій Петрович (нар. 1918 р.) — ветеран німецько-радянської війни. Був призваний на фронт у 1941 році, був важко поранений. Нагороджений орденом і медалями: орден «Вітчизняної війни ІІ ступеня», орден «Знак Пошани», медаль «Захиснику Вітчизни».[29][30]
- Миркевич Петро Іванович (4 квітня 1925 с. Жадень Дубровицького району — 2014 с. Вовковиї Демидівського району) — ветеран німецько-радянської війни. Був призваний на фронт у 1944 році, служив автоматником у 397 Сарненській дивізії, був поранений. Нагороджений медалями: медаль «За перемогу над Німеччиною у Великій Вітчизняній війні 1941—1945 роки», медаль «Захиснику Вітчизни».[31][32]
- Котовський Анатоль (Анатолій) Харитонович (27 червня 1921 с. Вовковиї — 28 грудня 1992 м. Рівне) — літератор, журналіст, автор двох документально-художніх книг «Сельва стогне» (1978) і «На берегах Ла-Плати» (1988), автор багатьох оповідань, новел і нарисів, які друкувалися у колективних збірниках, журналах і газетах.
- Дяченко Володимир Анатолійович (1987—2019) - старший солдат Збройних сил України, учасник російсько-української війни[33].
- Тодор Володимир Сергійович - сержант Збройних сил України, учасник російсько-української війни, що відзначився і загинув у ході російського вторгнення в Україну. Орден "За мужність" ІІІ ступеня (червень 2022 року), орден "За мужність" ІІ ступеня (серпень 2022 року)[34], Герой України (2025, посмертно)[35][36][37].
- Мисько Олександр Анатолійович (? - 2025) - лейтенант Збройних Сил України, учасник російсько-української війни. В лютому 2022 року мобілізований до лав ЗСУ, командир розвідувального взводу. Загинув 5 січня 2025 року під час виконання бойового завдання в Донецькій області[38].
- Ковалюк Степан Анатолійович (1985 - 2022) - боєць Рівненської добровольчої групи, учасник російсько-української війни. Загинув в ніч з 1 на 2 березня у бою з російською диверсійною групою у місті Васильків Київської області. У захисника  залишилась дружина і троє дітей. Похований у Рівному на кладовищі «Нове». Нагороджений медаллю “За жертовність та любов до України”. Почесний громадянин м. Рівне (Рішення Рівненської міської ради №2408 від 22.08.2022)[39].
- Шеремета Михайло Ростиславович (1971 - 2023) - старший сержант Збройних Сил України, учасник російсько-української війни. Учасник АТО/ООС з 2014 року. Загинув 22 грудня 2023 року під час виконання бойового завдання в Запорізькій області.Залишилась дружина і двоє дітей. Похований у селі Вовковиї[40] Нагороджений нагрудним знаком Головнокомандувача Збройних Сил України «Золотий хрест», орденом "За мужність" ІІІ ступеня (посмертно)[41].
- Ковпанько Андрій В'ячеславович (1994 - 2024) - старший солдат Збройних Сил України, учасник російсько-української війни. Загинув 22 серпня 2024 року[42].

### Сумновідомі люди
- В'ячеслав Зоф